# Imperial College Press
Imperial College Press is de universiteitsuitgeverij van Imperial College London, een Britse universiteit in Londen. Het bedrijf is in 1995 opgericht in samenwerking met de uitgeverij World Scientific. Het heeft enkele honderden boeken gepubliceerd, waaronder werk van beroemde auteurs als Freeman Dyson en Gerard 't Hooft. Verder geeft het 8 wetenschappelijke tijdschriften uit.